# Gravelbourg
Gravelbourg är en ort i Kanada.   Den ligger i provinsen Saskatchewan, i den södra delen av landet, 2 300 km väster om huvudstaden Ottawa. Gravelbourg ligger 699 meter över havet och antalet invånare är 1 109.
Terrängen runt Gravelbourg är mycket platt. Runt Gravelbourg är det ganska glesbefolkat, med 39 invånare per kvadratkilometer.. Gravelbourg är det största samhället i trakten.
Trakten runt Gravelbourg består till största delen av jordbruksmark.